# Marijan Banovac
Marijan Banovac, časnik oružništva NDH, dobitnik zlatne kolajne za hrabrost. Prije rata bio je zapovjednik žandarmerijske postaje.
Dana 27. svibnja 1941. po odlasku Talijana iz Gacka, ustaški povjerenik za Gacko postao je Herman Tongal. Nakon što je preuzeo vlast, u Borač je na dužnost uputio Marijan Banovac na dužnost zapovjednika oružničke postaje u Šipovici. Profesor Alija Šuljak je u to vrijeme boravio u tim krajevima pomagajući oko formiranja vlasti NDH. Ustaše su održale konferenciju u oružničkoj postaji, na kojoj su ustrojili ustašku bojnu. Iz Gacka je Banovac za naoružanje ustaša pribavio 200 pušaka, 12 puškomitraljeza, 3 mitraljeza i veliku količinu streljiva. Ubrzo je bila druga konferencija. Na toj konferenciji izabrani su zapovjednici satnija. Marijan Banovac je izabran za zapovjednika bojne, a za zamjenik Meho Salčić. 
Bio je glavni oslonac ustaške vlasti u Borču. Nosio čin razvodnika oružništva. Zbog važnosti komunikacija, često je sa svojom posadom intervenirao na području susjednih kotara. Banovčeve ophodnje bile su sastavljene od tamošnjih oružnika i muslimanske milicije. 
Prosinca 1941. i siječnja 1942. branio Borač od četničke ofenzive. Postaje su u Borču nakon neravnopravne borbe izdržale dok su mogle, a dio branitelja, na čelu s narednikom Banovcem, uspio se probiti iz obruča i spasiti mnogo žena i djece. Ono što se nije povuklo, palo je žrtvom četničkog noža, a Borač je ostao pustim garištem. Za višemjesečnu sjajnu obranu ovog odrezanog sela odlikovan je Velikom zlatnom kolajnom Poglavnika Ante Pavelića za hrabrost te je tako postao prvi vitez hrvatskih oružanih snaga.

## Odgovornost za zločine
Marijan Banovac, na čelu ustaša iz Gornjeg Borča, odgovoran je za ubojstvo 7 stanovnika sela Jažići pokraj Kalinovika, 7. rujna 1941. godine.